# Franz Huber (1857–1953)
Franz Huber (30. listopadu 1857 Södingberg – 20. října 1953 Södingberg) byl rakouský křesťansko sociální politik, na počátku 20. století poslanec Říšské rady, v poválečném období poslanec rakouské Národní rady.

## Biografie
Vychodil národní školu. Působil jako majitel statku. Angažoval se v Křesťansko sociální straně Rakouska. Byl členem obecní rady v rodném Södingbergu. Byl též poslancem Štýrského zemského sněmu. Působil jako náměstek předsedy okresního výboru ve Voitsbergu a člen okresní školní rady.
Na počátku 20. století se zapojil i do celostátní politiky. Ve volbách do Říšské rady roku 1901 získal mandát v Říšské radě (celostátní zákonodárný sbor) za kurii venkovských obcí, obvod Štýrský Hradec. Uspěl i ve volbách do Říšské rady roku 1907, konaných poprvé podle všeobecného a rovného volebního práva, kdy byl zvolen za obvod Štýrsko 17. Usedl do poslanecké frakce Křesťansko-sociální sjednocení. Mandát obhájil za týž obvod i ve volbách do Říšské rady roku 1911 a byl členem klubu Křesťansko-sociální klub německých poslanců. Ve vídeňském parlamentu setrval až do zániku monarchie.Profesně byl k roku 1911 uváděn jako majitel statku.
Po válce zasedal v letech 1918–1919 jako poslanec Provizorního národního shromáždění Německého Rakouska (Provisorische Nationalversammlung).